# International Documentary Film Festival Amsterdam
International Documentary Film Festival Amsterdam (Dansk: International dokumentarfilm Festival Amsterdam) er en af de vigtigste filmfestivaller for dokumentarfilm.
Danske instruktører har markeret sig flere gange: I 2001 vandt Sami Saif for Family, mens Pernille Rose Grønkjær vandt i 2006 med The Monastry og Anders Østergaard vandt i 2008 for Burma VJ.
I 2010 var Eva Mulvads The Good Life udtaget til hovedkonkurrencen
og i 2011 blev Mads Brüggers Ambassadøren også udtaget.